# Rance
Il Rance è un fiume della Francia occidentale, in Bretagna, della lunghezza di circa 100 km. 

## Percorso
Il Rance nasce nelle Landes du Menè; scorre verso nord-est, bagna Dinan e sfocia nella Manica a Saint-Malo.

Alla foce, sull'estuario, è installato un grande impianto per la produzione di energia elettrica che utilizza la forza maremotrice che deriva dai moti alterni della marea.
La centrale comprende una diga di pietra, 6 chiuse di entrata e uscita, 24 turbine a bulbo.